# Caio Ribeiro
Caio Ribeiro Decoussau, plus connu sous le nom de Caio (né le 16 août 1975 à São Paulo), est un footballeur international brésilien, qui évoluait au poste d'attaquant.

## Biographie

### Carrière en sélection
Avec l'équipe du Brésil, il dispute 4 matchs (pour 3 buts inscrits) en 1996. Il figure notamment dans le groupe des sélectionnés lors de la Gold Cup de 1996.

## Palmarès

### Palmarès en club
| São Paulo - Supercopa Sudamericana (1) : - Vainqueur : 1993. - Recopa Sudamericana (1) : - Vainqueur : 1994. - Coupe CONMEBOL (1) : - Vainqueur : 1994. |  | Santos - Tournoi Rio-São Paulo (1) : - Champion : 1997. |  | Flamengo - Championnat de Rio de Janeiro (1) : - Champion : 1999. - Coupe Guanabara (1) : - Vainqueur : 1999. - Copa Mercosur (1) : - Vainqueur : 1999. |

### Palmarès en sélection
| Brésil -20 ans - Coupe du monde -20 ans (1) : - Vainqueur : 1995. - Meilleur joueur : 1995. |  | Brésil - Gold Cup : - Finaliste : 1996. |